# 拉佩納峰

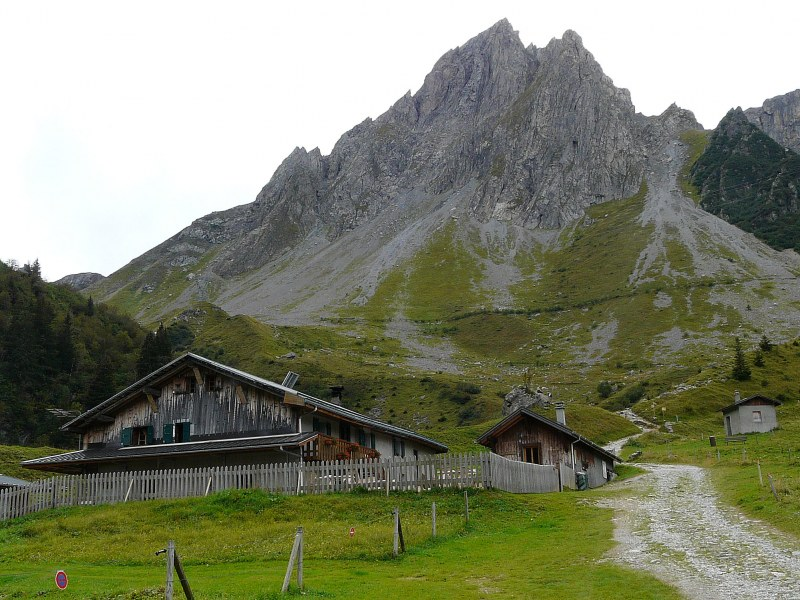

45°44′41″N 06°41′58″E / 45.74472°N 6.69944°E
拉佩納峰（法語：Aiguilles de la Penaz），是法國的山峰，位於該國東南部，由奧文尼-隆-阿爾卑斯大區負責管轄，屬於博福爾坦山的一部分，該山峰海拔高度2,688米。